# 1706 în literatură
Anul 1706 în literatură a implicat o serie de evenimente și cărți noi semnificative.  